# 기류
기류(氣流, air current)는 온도나 기압 차이로 발생하는 공기의 흐름을 말한다. 
태양 복사에너지로 인해 위도에 따라 다른 온도로 가열되고 이때의 온도 차이로 인해 밀도가 큰 찬 공기와 밀도가 작은 더운 공기가 생겨난다. 이러한 공기가 대류로 이동하면서 공기의 흐름이 발생하게 된다.
수평 방향의 공기의 흐름을 의미하는 바람과는 달리, 기류는 수직, 수평 방향의 흐름 모두를 의미하지만, 기상학에서는 주로 수직(연직)방향의 공기 흐름을 중심으로 다룬다. 공기가 위로 올라가는 것은 상승기류, 아래로 내려가는 것은 하강 기류이다. 상승기류로 바람이 한 곳에 집중(수렴 기류) 되면 베르누이의 정리(Bernoulli’s theorem)에 의해 풍속이 증가한다.